# Obreja, Alba
Obreja (în maghiară Obrázsa) este un sat în comuna Mihalț din județul Alba, Transilvania, România.
Pe Harta Iosefină a Transilvaniei din 1769-1773 (Sectio 154), localitatea apare sub numele de „Obraza”. 

## Date geografice
Localitatea este situată în stânga Târnavei pe podul îngust și de formă alungită al terasei a treia (30-40 m), care prezintă spre nord o frunte cu pante mai mari de 8 grade. Satul are formă lineară – copiind întocmai podul terasei – iar rețeaua sa stradală este orientată pe direcția est-vest, având aceeași orientare cu cea a curbelor de nivel. Spre est extinderea satului este stopată de luncile joase create de râurile Târnava și Secașul Mic. Dispunând de un restrâns spațiu favorabil locuirii și fiind relativ izolată, Obreja ocupă locul cinci ca mărime între așezările din Valea Târnavei.

## Obiective turistice
- Așezare neolitică („cultura Petrești").
- Așezare daco-romană (din secolele II-IV).
- Castelul Wesselényi din Obreja.

## Imagini

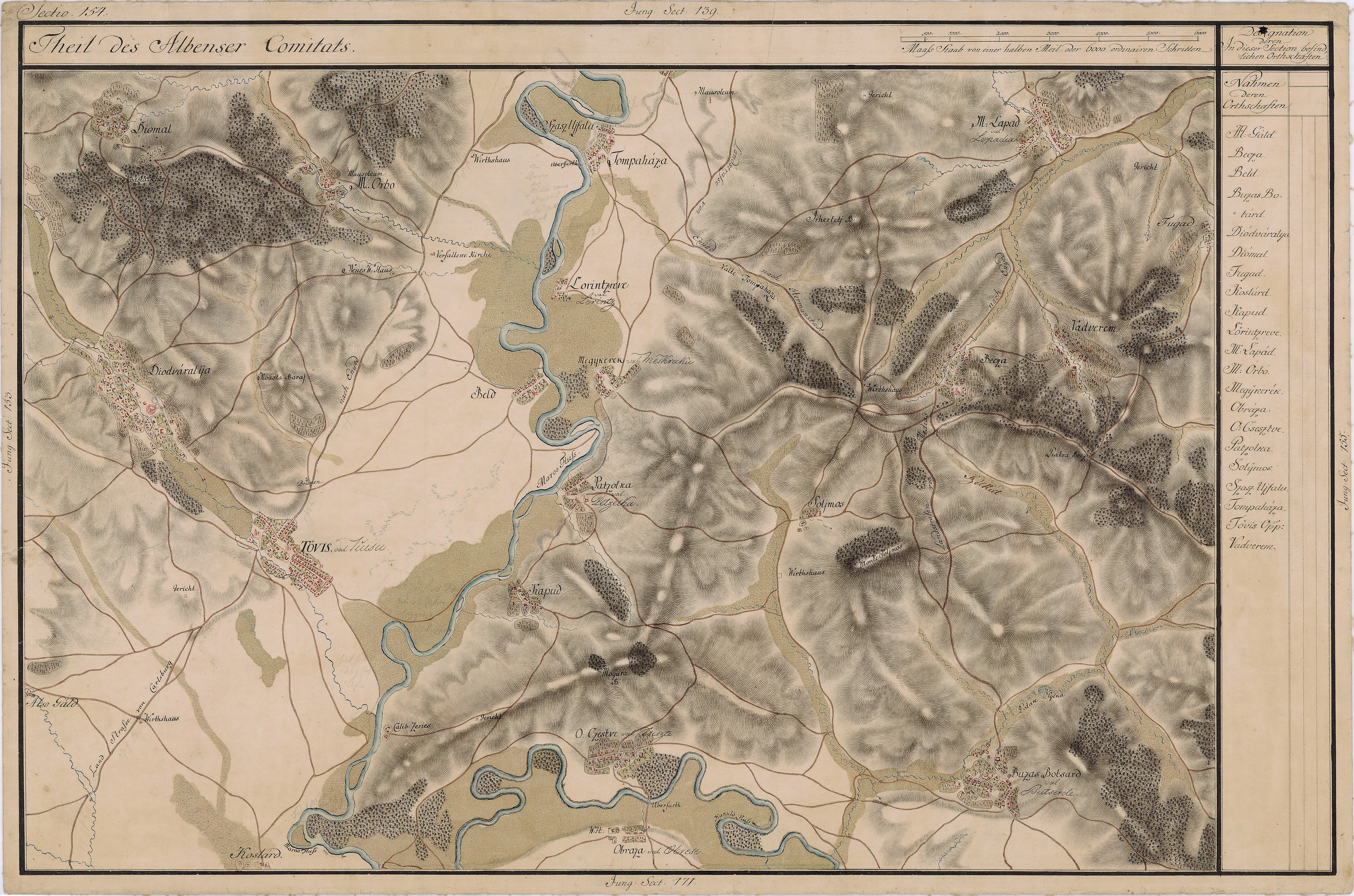
Obreja pe Harta Iosefină a Transilvaniei, 1769-73
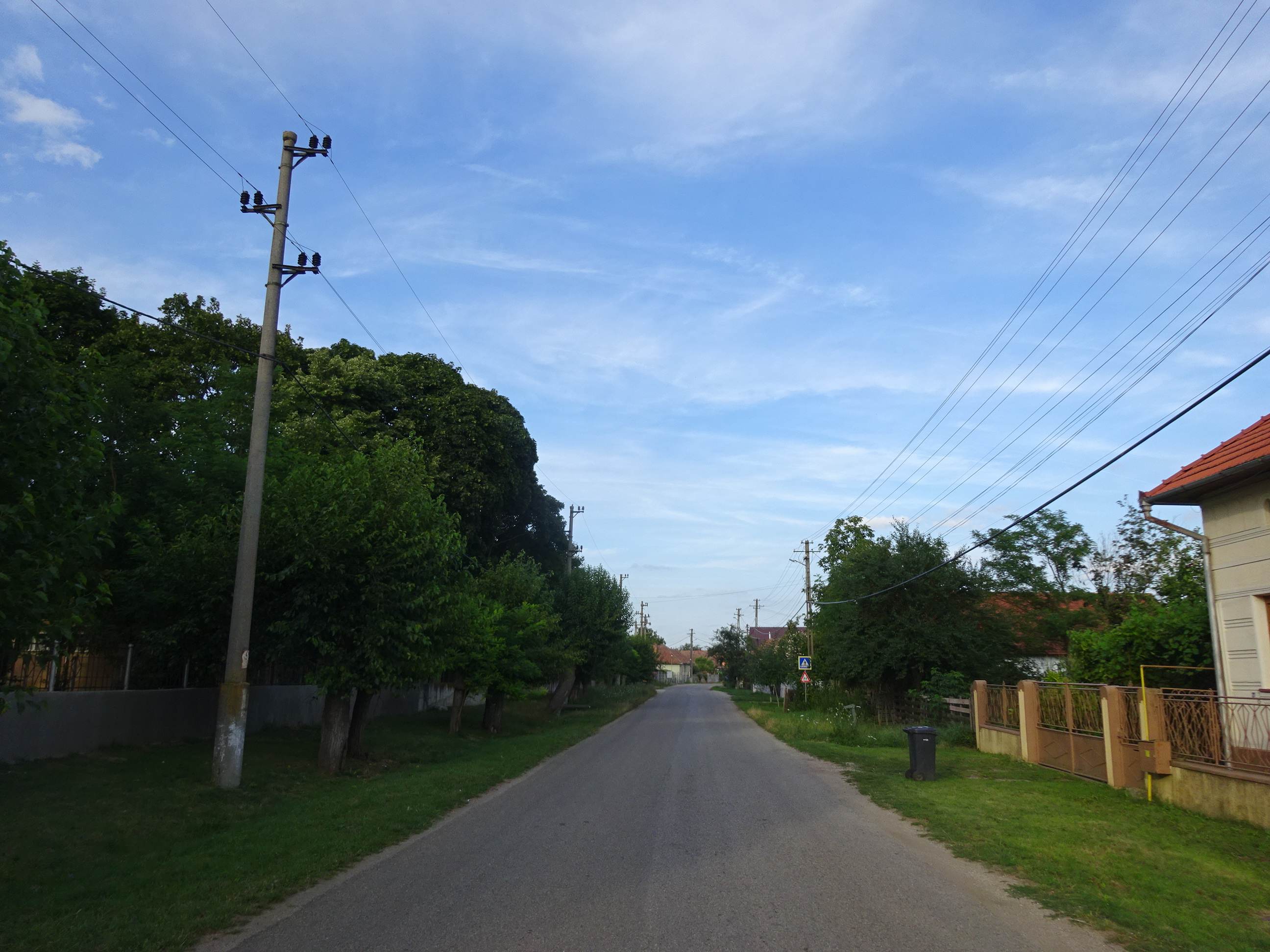
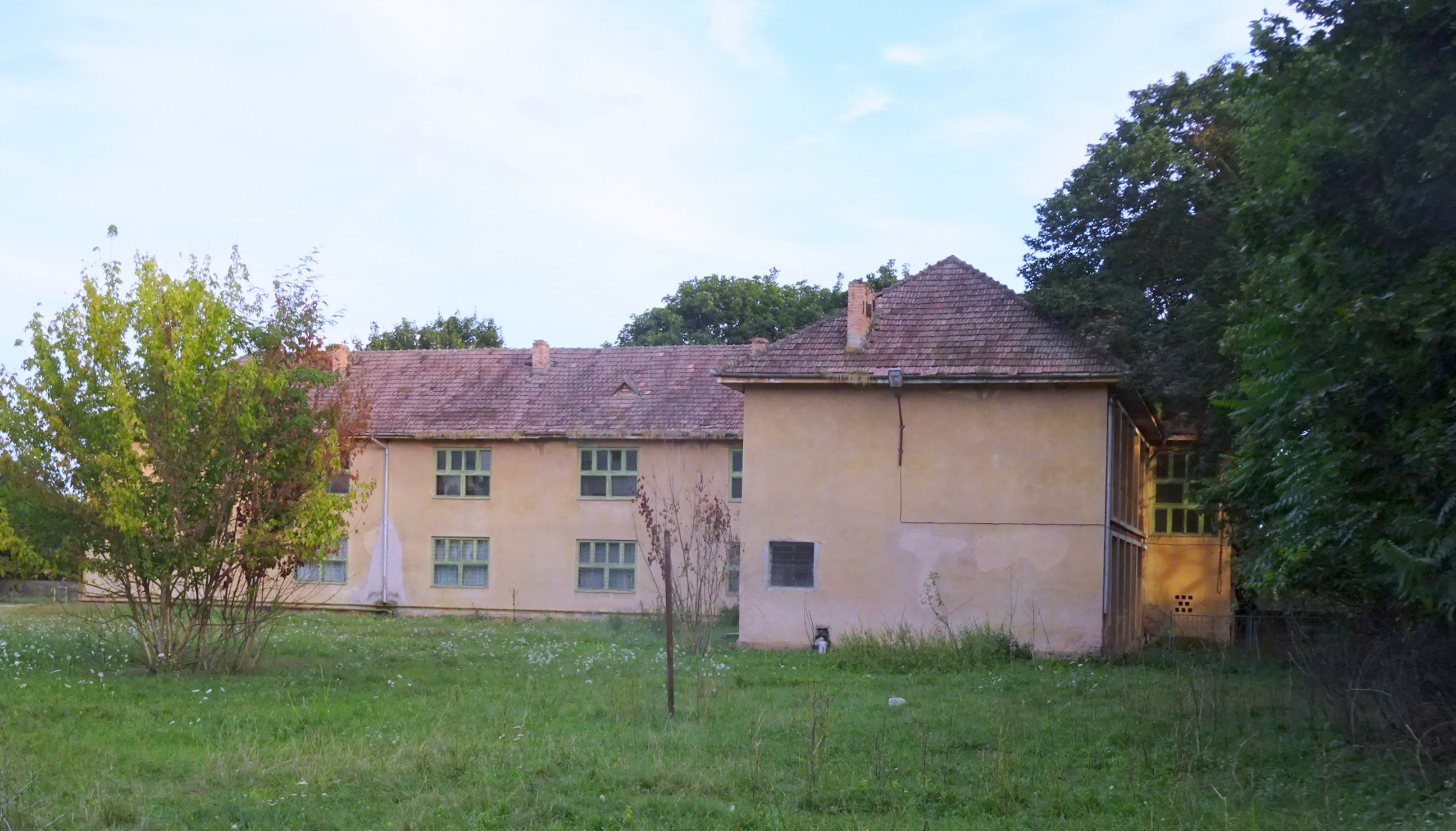
Școala
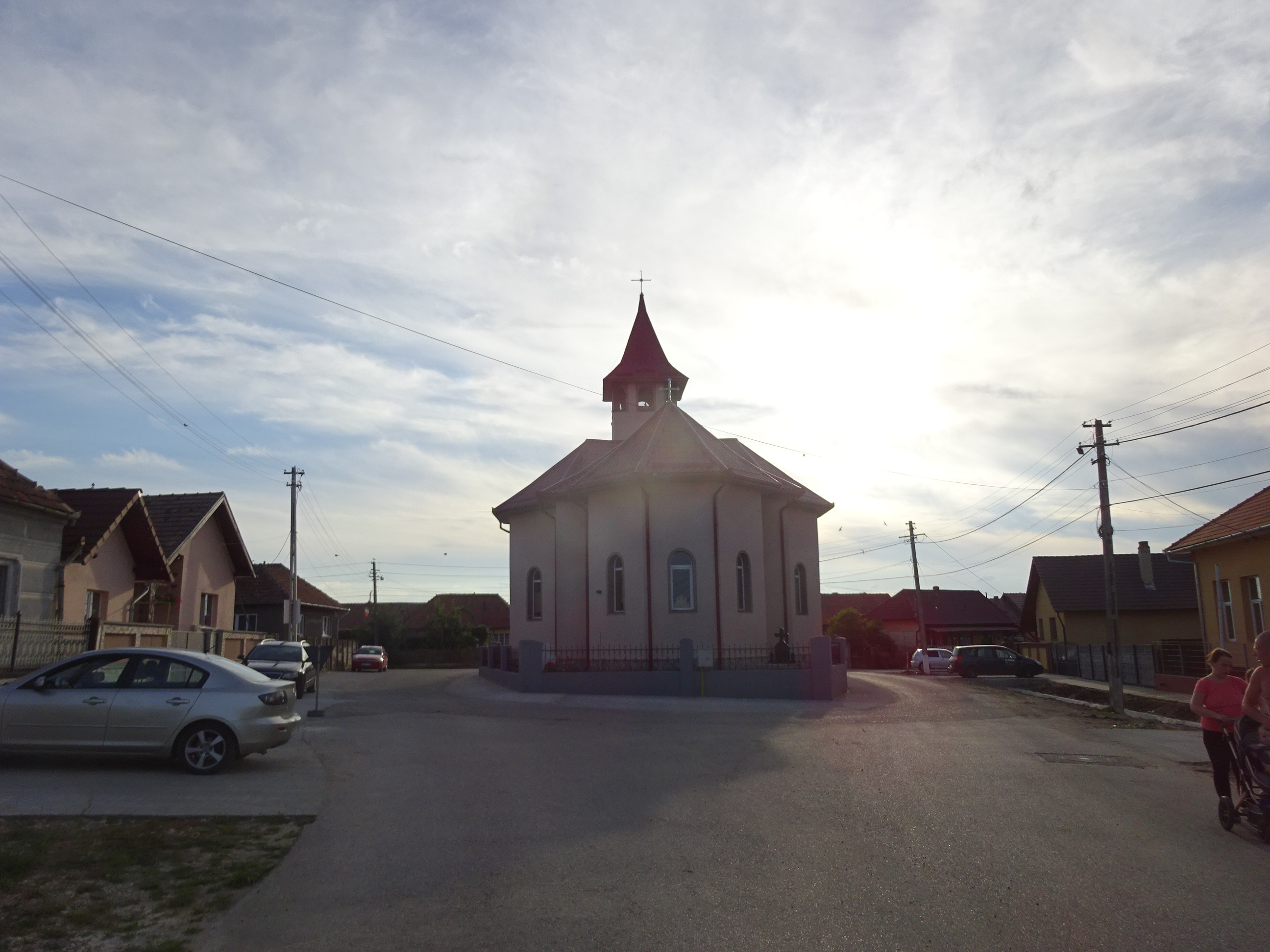
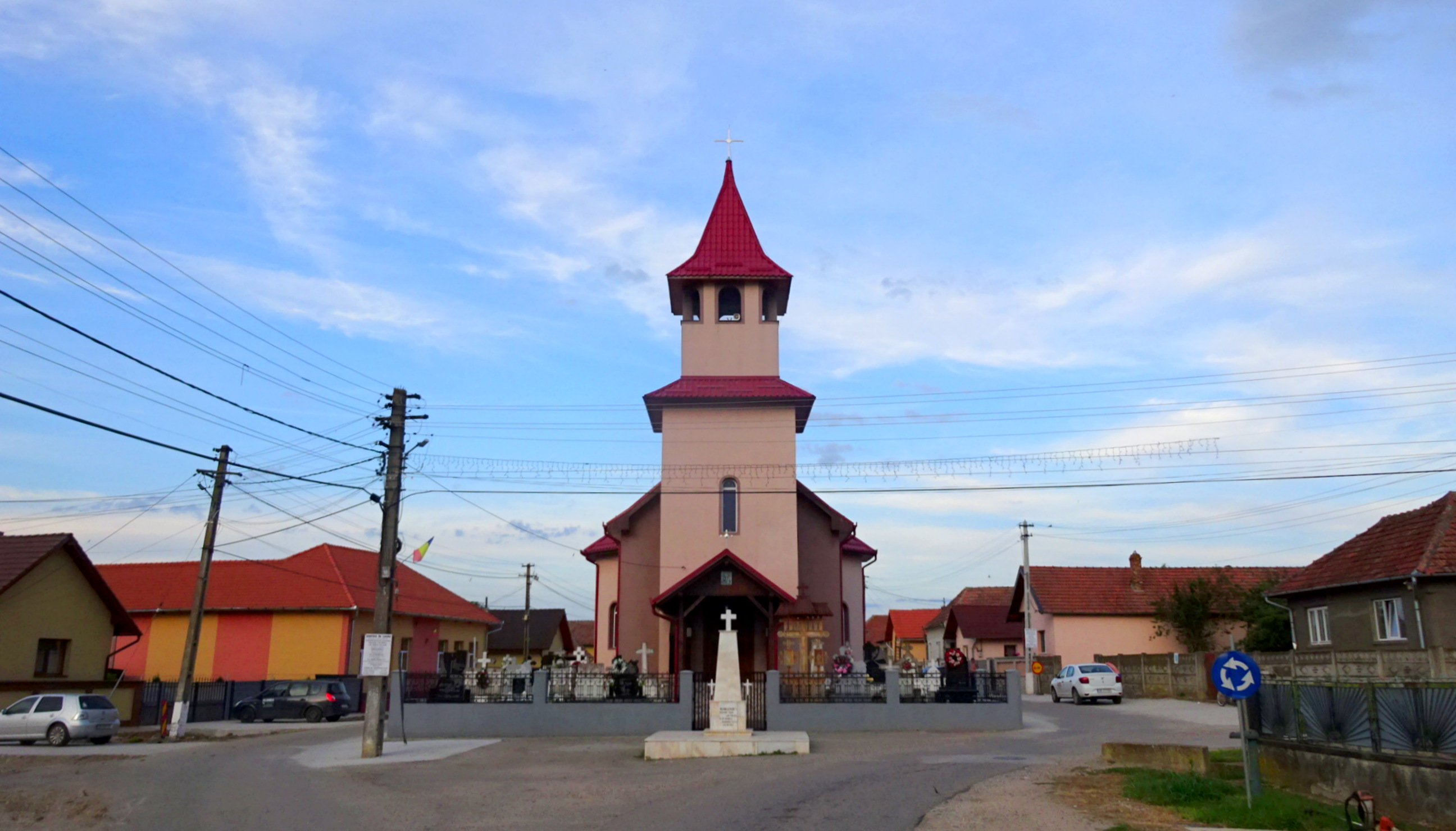
Biserica ortodoxă
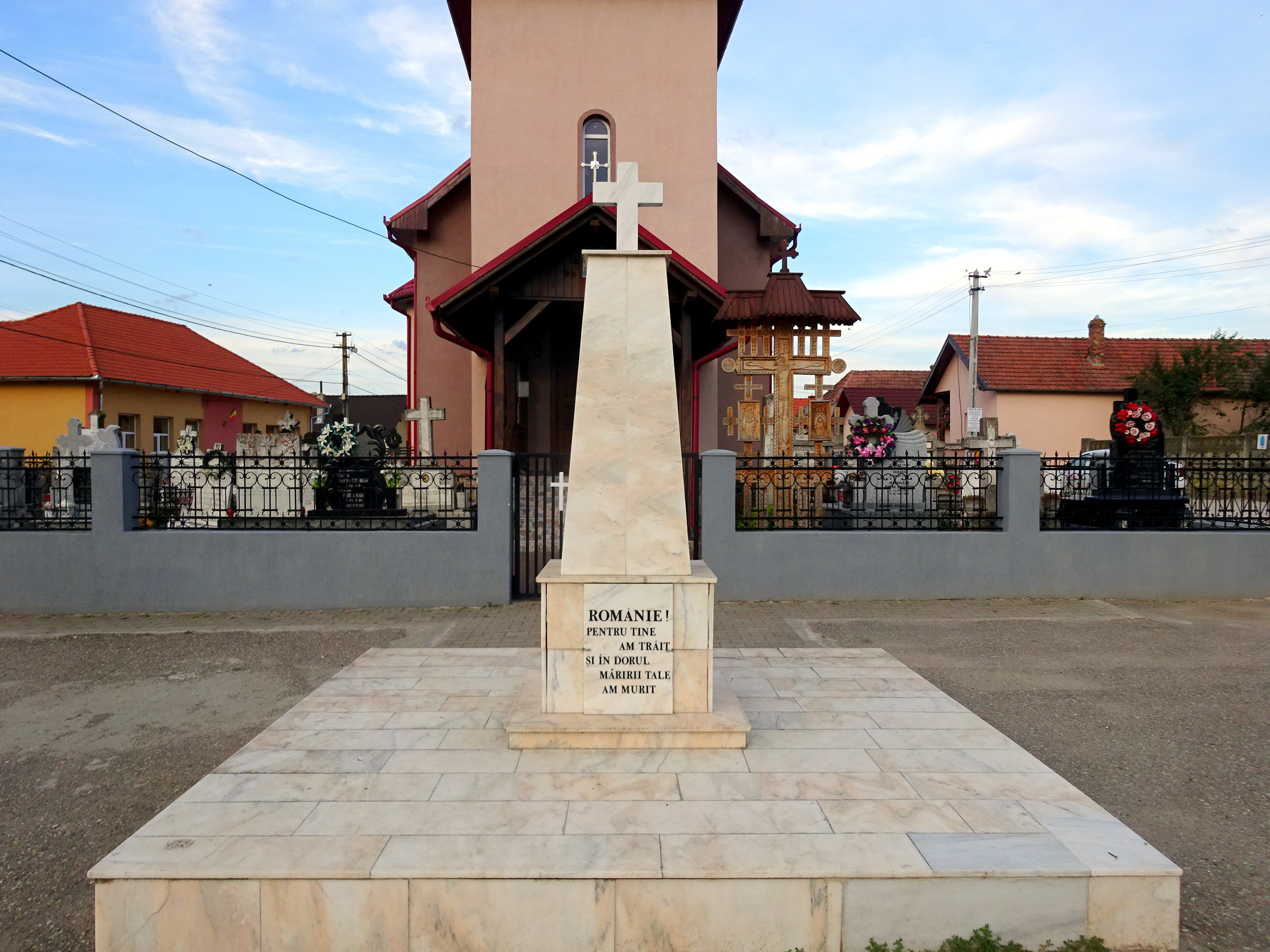
Monumentul Eroilor
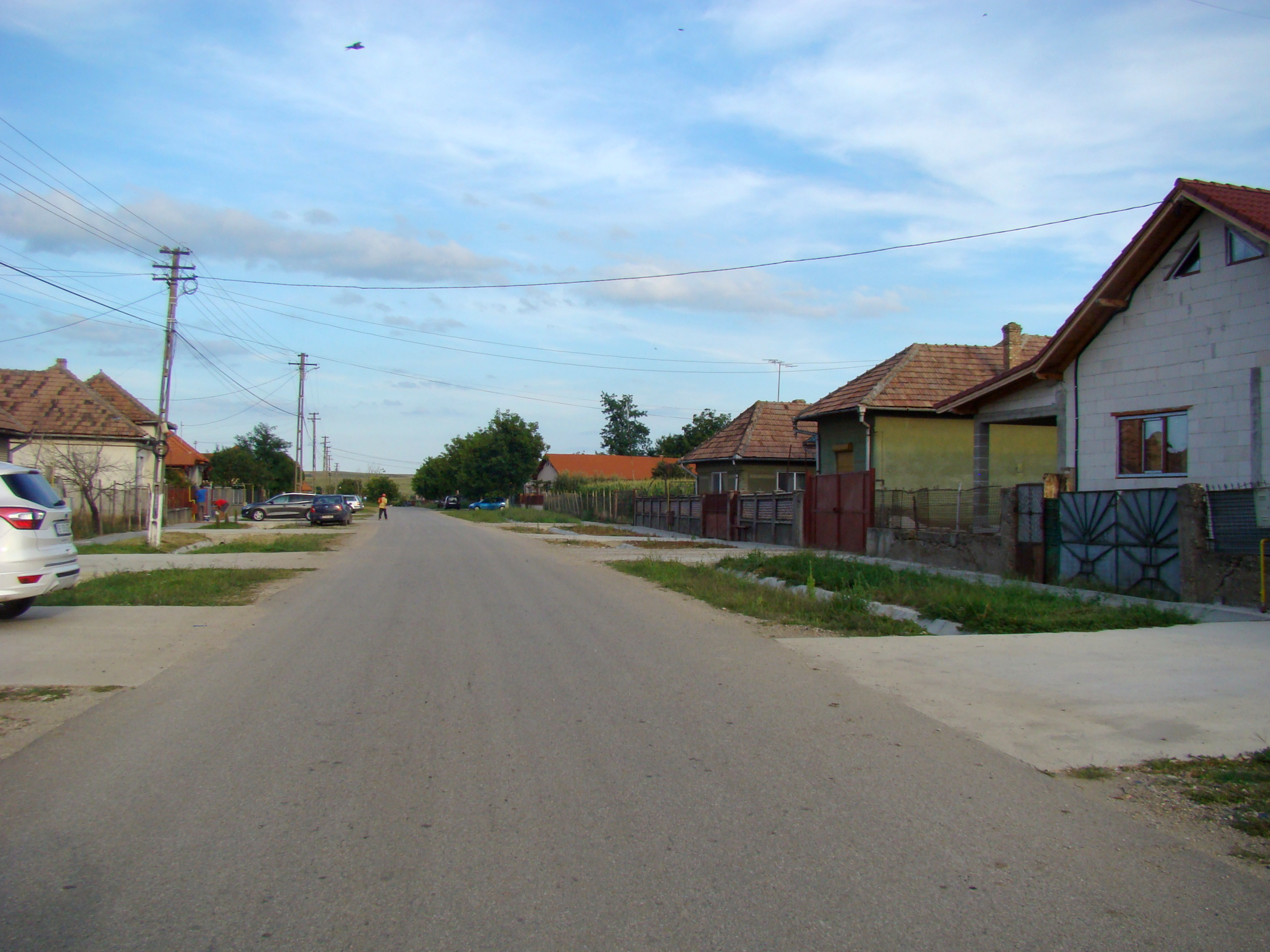
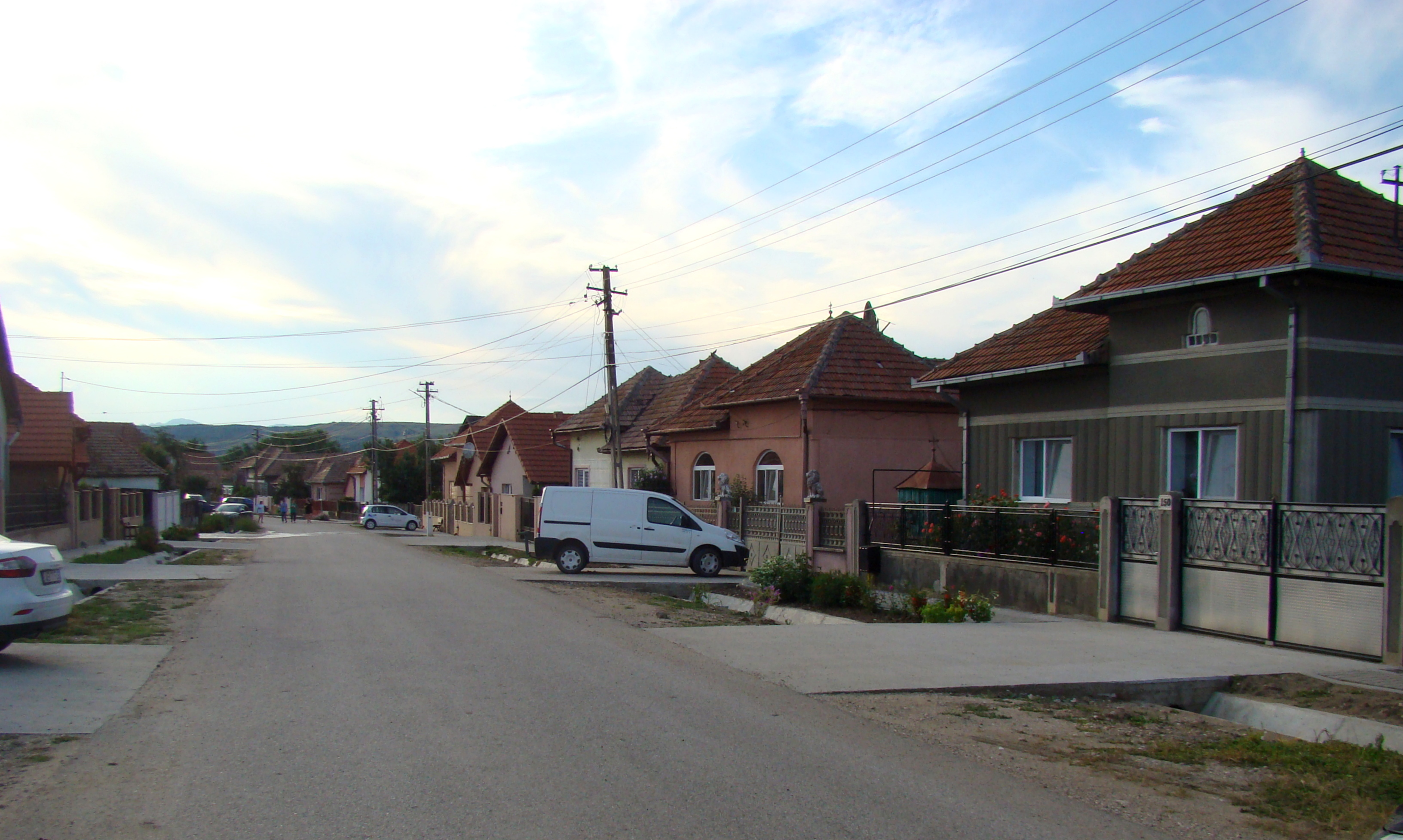
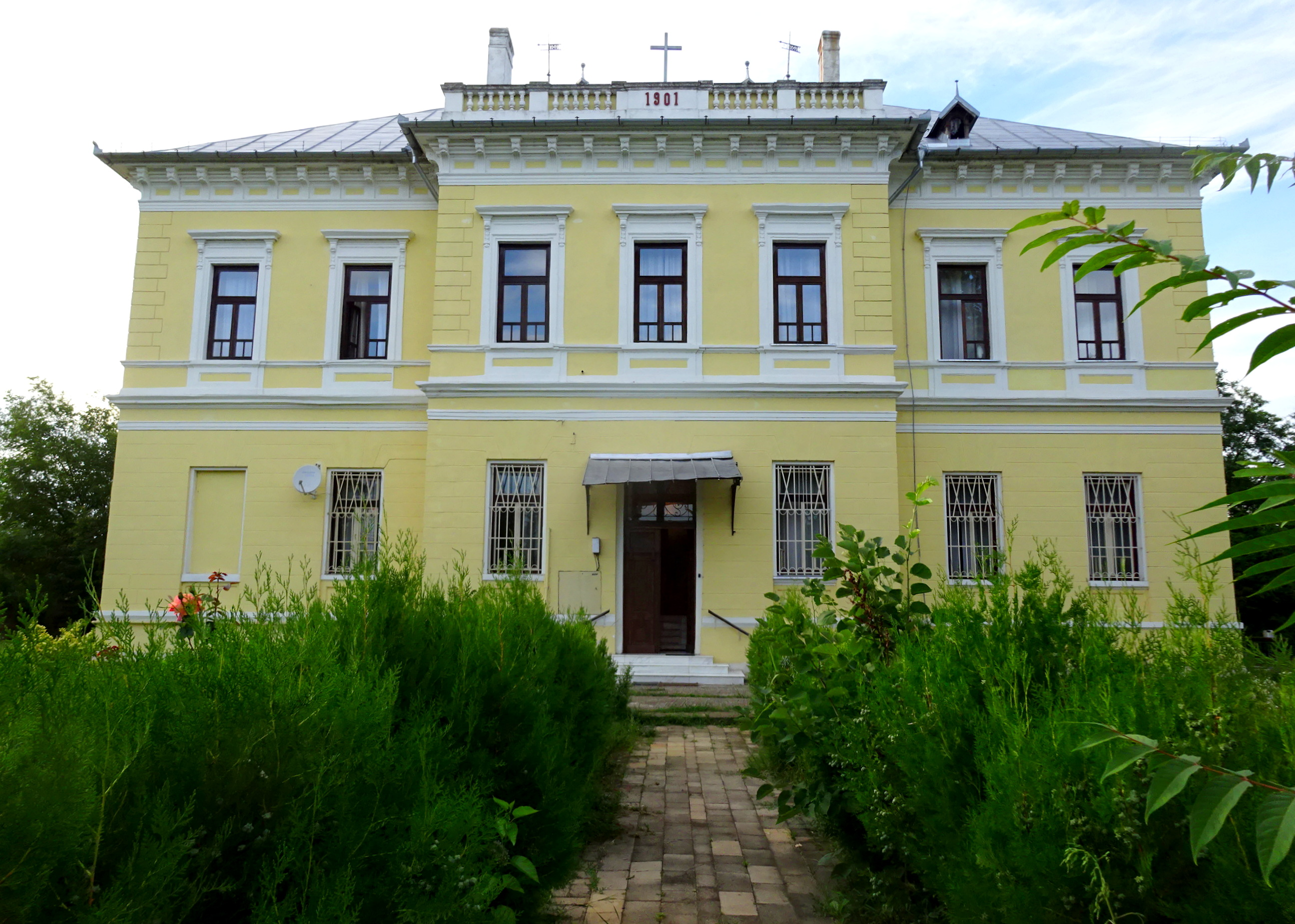
Castelul Wesselényi din Obreja
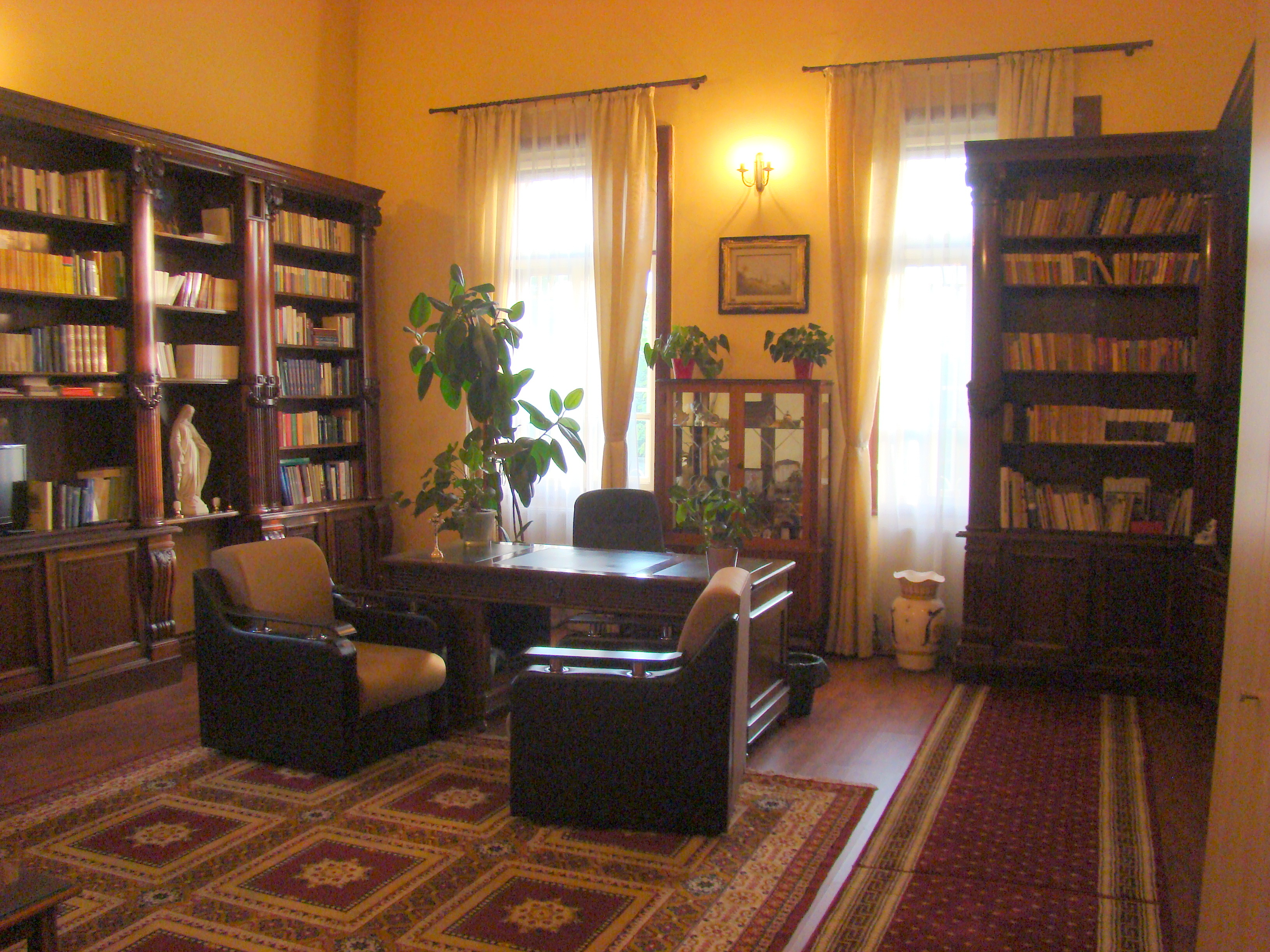
Interior
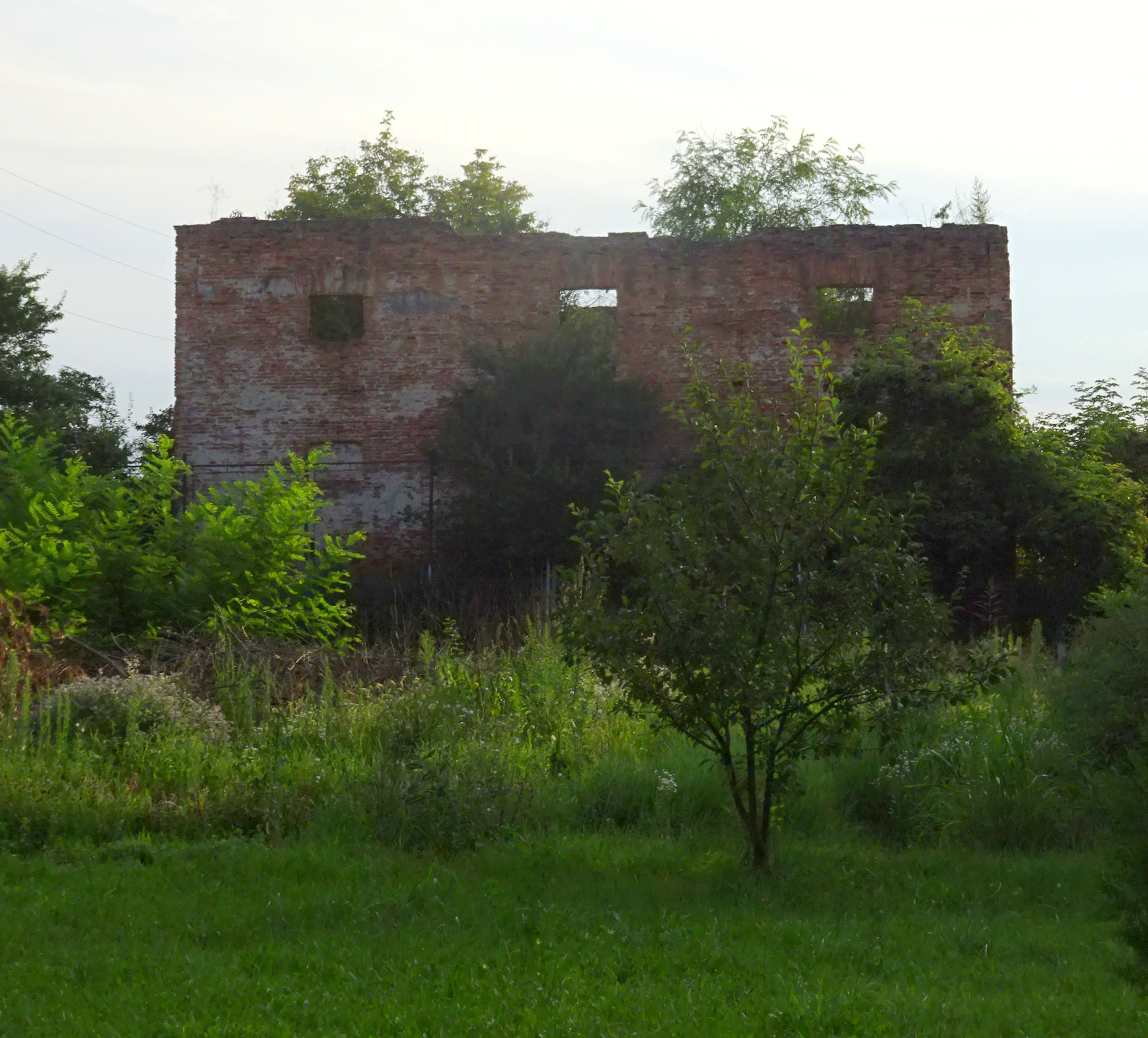
Grânarul
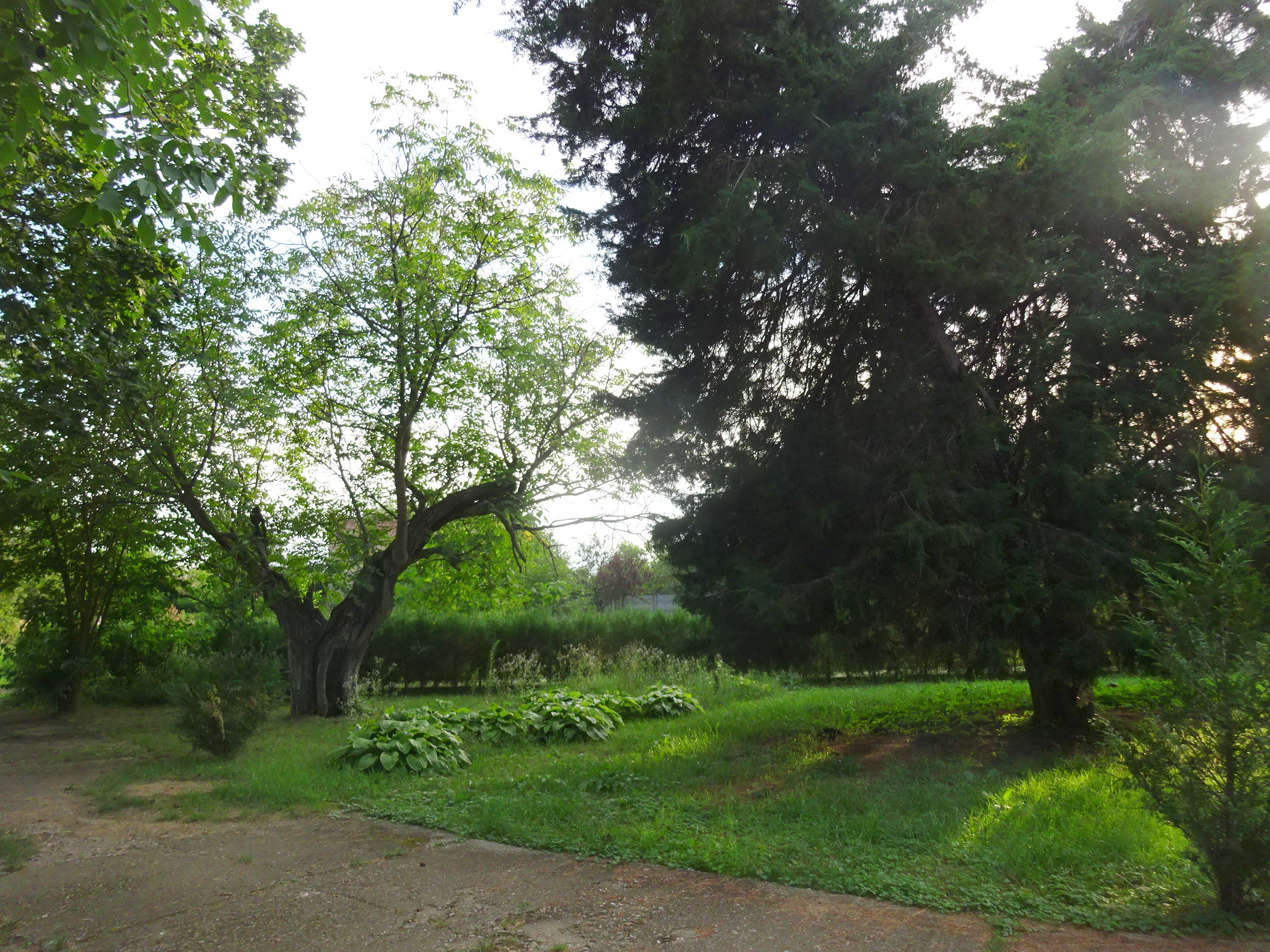
Parcul
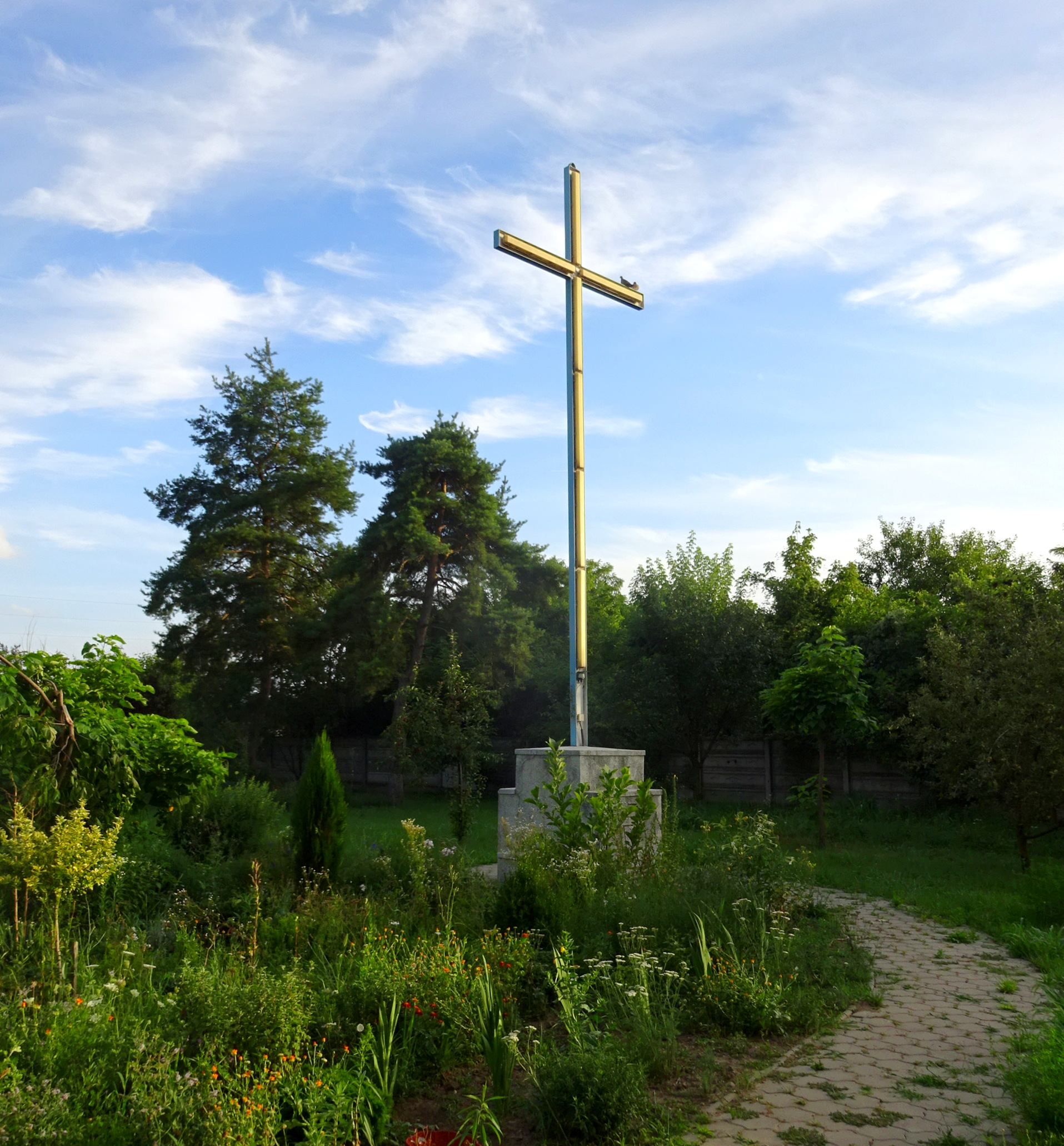